# Праксипп
Праксипп (др.-греч. Πράξιππος) — правитель кипрского города Лапитоса в IV веке до н. э.

## Биография
По предположению Э. Липински, начало правления Праксиппа относится к 328 году до н. э., когда умер его отец Демонакс III. По мнению ряда учёных, был и другой Праксипп, царствовавший несколько ранее и принявший участие в восстании девяти кипрских городов—государств против персидского царя Артаксеркса III в 350 году до н. э. Но, по замечанию Д. Гринфилда, не исключен и вариант, что речь идёт об одном и том же человеке, сумевшем возвратить трон.
После смерти Александра Македонского при разделе в Вавилоне в 321 году до н. э. Кипр не вошёл в число распределяемых территорий. В период борьбы наместника Египта Птолемея с Антигоном Праксипп выступил на стороне последнего вместе с Андроклом из Аматуса, Пигмалионом из Китиона, Стасиойком из Мариона и правителем Кирении. Так как Кипр имел первостепенное значение для Птолемея в качестве базы для осуществления операций в Эгеиде и районе Восточного Средиземноморья, то он направил против противостоящих ему островных царей большой флот и наёмников. Лапитос был захвачен, Праксипп был вынужден признать власть египетского правителя.
Однако во время восстания против Птолемея в Киренаике в 313 году до н. э. Праксипп и некоторые другие властители Кипра начали новые переговоры с Антигоном. После этого Лапитос был захвачен египетской армией, а Праксипп был низложен. Территорию Лапитоса Птолемей передал своему союзнику — правителю Саламина Никокреону.
До нашего времени дошли бронзовые монеты, на которых содержится имя Праксиппа.